# Збірна Малі з футболу
Збі́рна Малі́ з футбо́лу — команда, яка представляє Малі на міжнародних турнірах і матчах з футболу. Керівна організація — Федерація футболу Малі.
12 разів брала участь у Кубку африканських націй: у 1972 році малійці посіли друге місце, а у 2012 та 2013 роках були третіми. Була учасницею Олімпійських ігор 2004 року в Афінах (поразка в 1/4 фіналу в додатковий час від збірної Італії).

## Чемпіонат світу
- 1930–1962 — не брала участі
- 1966 — відмовилась від участі
- 1970–1990 — не брала участі
- 1994 — відмовилась від участі
- 1998 — відмовилась від участі
- 2002–2022 — не пройшла кваліфікацію

## Кубок Африки
| - 1957-1963 — не брала участі - 1965-1970 — не пройшла кваліфікацію - 1972 — друге місце - 1974 — не пройшла кваліфікацію - 1976 — не пройшла кваліфікацію - 1978 — дискваліфікована - 1980 — не брала участі - 1982-1986 — не пройшла кваліфікацію - 1988 — відмовилась від участі - 1990 — не пройшла кваліфікацію - 1992 — не пройшла кваліфікацію - 1994 — четверте місце - 1996 — не пройшла кваліфікацію |  | - 1998 — не пройшла кваліфікацію - 2000 — не пройшла кваліфікацію - 2002 — четверте місце - 2004 — четверте місце - 2006 — не пройшла кваліфікацію - 2008 — груповий турнір - 2010 — груповий турнір - 2012 — третє місце - 2013 — третє місце - 2015 — груповий турнір - 2017 — груповий турнір - 2019 — 1/8 фіналу - 2021 — 1/8 фіналу - 2023 — чвертьфінал |